# Laser 128

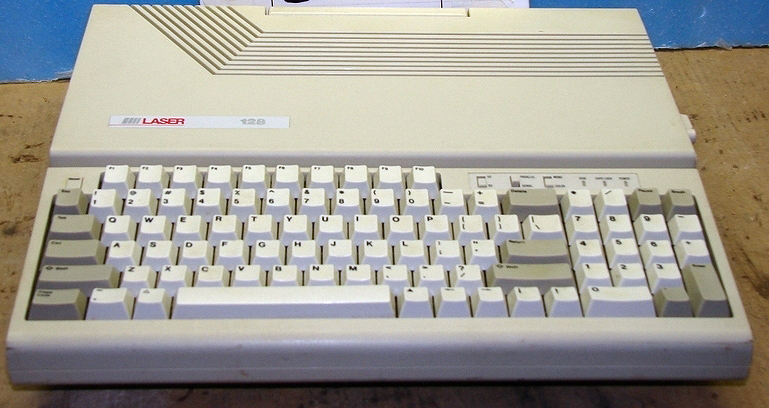
Laser 128

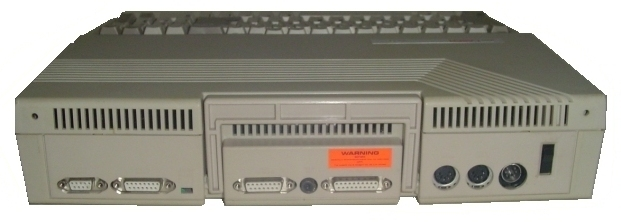
Anschlüsse an der Rückseite

Der Laser 128 war ein Klon der Apple II Heimcomputer-Serie, der 1984 zum ersten Mal von der Firma VTech produziert wurde. VTech entwickelte seinen Apple-kompatiblen ROM als Cleanroom-Implementierung durch Reverse Engineering, im Gegensatz zu den Apple-II-Kopien von Franklin. Apple Computer versuchte, VTech gerichtlich zu belangen und den Laser 128 vom Markt nehmen zu lassen, scheiterte aber damit, anders als bei Franklin.
Wie der Name schon andeutet, hatte der Laser 128 Random-Access Memory in einer Größe von 128 KB. Wie der Apple IIc war er ein einteiliges, semi-portables Gerät mit Tragegriff und einem eingebauten 5 1⁄4-Zoll-Diskettenlaufwerk. Im Gegensatz zum Apple IIc besaß er außerdem ein numerisches Tastenfeld und einen Apple-IIe-kompatiblen Erweiterungsschacht. Damit war der Laser 128 mit besseren Erweiterungsmöglichkeiten ausgestattet als der Apple IIc. Der Endkundenpreis belief sich auf gut 700 US-Dollar und war damit bedeutend geringer als beim Apple IIc.
Als Reaktion auf den Laser 128 entwickelte Apple den Apple IIc+. Dem folgte wiederum VTech mit dem Laser 128EX und dem Laser EX2.
Der Laser 128 wurde in den USA aggressiv beworben, sowohl von Versandfirmen als auch von Einzelhandelsketten wie Sears. Denn obwohl ihre Firmware nicht direkt vom Apple-Pendant abstammte, war die Laser-128-Serie weitestgehend kompatibel zu den Konkurrenzprodukten von Apple.
Dazu trug vor allem bei, dass VTech eine Lizenz für Applesoft BASIC von Microsoft erworben hatte, genau wie Apple dies schon zuvor getan hatte. Da es zu Microsofts Politik gehörte, die Rechte an ihrer Software zu behalten, und Apple es versäumt hatte, einen Exklusiv-Vertriebs-Vertrag für Applesoft BASIC abzuschließen, konnte VTech ebenfalls eine Lizenz erwerben. Ein großer Teil der Apple-Software beruhte auf verschiedenen Assembler-Routinen, welche einen Teil des BASIC im ROM darstellten. Es gilt als sehr wahrscheinlich, dass der Laser nicht so erfolgreich gewesen wäre, wenn er keine kompatiblen ROM-Einstiegspunkte besessen hätte.